# 七里镇 (宣汉县)
七里镇，是中华人民共和国四川省达州市宣汉县曾经下辖的一个镇。2020年6月，撤销七里镇，将其所属行政区域划归天生镇管辖。

## 行政区划
七里镇撤销前下辖以下地区：
洞宫社区、新芽村、断桥村、染沟村、马蹄村、民主村、乱石村和塔坝村。